# The Wild Blue Yonder (1951)
The Wild Blue Yonder is een Amerikaanse oorlogsfilm uit 1951 onder regie van Allan Dwan. In Nederland werd de film destijds uitgebracht onder de titel De luchtslag om Japan.

## Verhaal
Kapitein Harold Calvert en majoor Tom West zijn tijdens de Tweede Wereldoorlog bij de Amerikaanse luchtmacht. Ze zijn bovendien allebei verliefd op de militaire verpleegster Helen West. Ze moeten zich klaarmaken voor een belangrijke missie tegen de Japanners.

## Rolverdeling
| Acteur          | Personage               |
| --------------- | ----------------------- |
| Wendell Corey   | Kapitein Harold Calvert |
| Vera Ralston    | Luitenant Helen Landers |
| Forrest Tucker  | Majoor Tom West         |
| Phil Harris     | Sergeant Hank Stack     |
| Walter Brennan  | Generaal-majoor Wolfe   |
| William Ching   | Luitenant Ted Cranshaw  |
| Ruth Donnelly   | Majoor Ida Winton       |
| Harry Carey jr. | Sergeant Shaker Schuker |
| Penny Edwards   | Connie Hudson           |
| Wally Cassell   | Sergeant Pulaski        |
| James Brown     | Sergeant Pop Davis      |
| Richard Erdman  | Korporaal Frenchy       |
| Phillip Pine    | Sergeant Tony           |
| Martin Kilburn  | Peanuts                 |
| Hal Baylor      | Sergeant Eric Nelson    |